# Italian Open 2003 (теніс)
Italian Open 2003 (також відомий як Rome Masters 2003 or its sponsored title Telecom Italia Masters 2003) — тенісний турнір, що проходив на відкритих кортах з ґрунтовим покриттям. Це був 60-й за ліком Відкритий чемпіонат Італії. Належав до серії Tennis Masters в рамках Туру ATP 2003, а також до серії Tier I в рамках Туру WTA 2003. І чоловічий і жіночий турніри відбулись у Foro Italico в Римі (Італія). Чоловічий турнір тривав з 5 до 11 травня 2003 року, а жіночий - з 12 до 18 травня 2003 року.

## Фінальна частина

### Одиночний розряд, чоловіки
Фелікс Мантілья —  Роджер Федерер 7–5, 6–2, 7–6(10–8)
- Для Мантільї це був єдиний титул за сезон і 10-й - за кар'єру. Це був його єдиний титул Мастерс.

### Одиночний розряд, жінки
Кім Клейстерс —  Амелі Моресмо 3–6, 7–6(7–3), 6–0
- Для Клейстерс це був 5-й титул за сезон і 20-й — за кар'єру. Це був її 2-й титул Tier I за сезон і 2-й - за кар'єру.

### Парний розряд, чоловіки
Вейн Артурс /  Пол Генлі —  Мікаель Льодра  /  Фабріс Санторо 6–1, 6–3
- Для Артурса це був 2-й титул за сезон і 8-й - за кар'єру. Для Генлі це був 3-й титул за сезон і 4-й - за кар'єру.

### Парний розряд, жінки
Світлана Кузнецова /  Мартіна Навратілова —  Єлена Докич /  Надія Петрова 6–4, 5–7, 6–2
- Для Кузнецової це був 3-й титул за сезон і 8-й — за кар'єру. Для Навратілової це був 4-й титул за сезон і 345-й — за кар'єру.